# Schnee am Kilimandscharo
Schnee am Kilimandscharo (Originaltitel: The Snows of Kilimanjaro) ist eine US-amerikanische Verfilmung der Erzählung Schnee auf dem Kilimandscharo von Ernest Hemingway aus dem Jahr 1952. Regie führte Henry King; in den Hauptrollen waren Gregory Peck, Susan Hayward, Ava Gardner und Hildegard Knef zu sehen.

## Handlung
Der Schriftsteller Harry Street befindet sich mit seiner Frau Helen in Afrika, weil er ein Rätsel, das Vermächtnis seines Onkels Bill, lösen will: Weshalb liegt am Gipfel des Kilimandscharo das Skelett eines Leoparden?
Bei einem unglücklichen Zwischenfall verletzt er sich mit einem Dorn, ein Furunkel entwickelt sich. Er erinnert sich in Fieberträumen an seine wahre Liebe, Cynthia Green, die er wegen seiner Besessenheit, die Welt nach Geschichten für seine Romane zu durchstreifen, verlor. Obwohl Cynthia tot ist, lässt ihn der Gedanke an sie nicht los.
Passagen seines bisherigen Lebens und seiner Fehler laufen an ihm vorbei. So auch eine kurze und bedeutungslose Affäre mit der Gräfin Liz und wie er seine Frau Helen kennenlernte, als er sie mit Cynthia verwechselte. Er hält sich für einen Versager, weil er an den wirklich wichtigen Dingen des Lebens gescheitert ist. Ist der Leopard deswegen auf dem Gipfel des Kilimandscharo umgekommen, weil er einer falschen Fährte gefolgt ist?
Helen versorgt inzwischen seine Wundinfektion, erträgt seine Launen und sein Gerede über die verlorene Liebe und versucht tapfer, in ihm den Willen zum Leben wiederherzustellen, bis Hilfe kommt. Harry erkennt immer mehr den wahren Charakter seiner liebenden Frau. Nachdem sie in einem mutigen Eingriff den Furunkel geöffnet hat und nach einer alles entscheidenden Nacht sind die Aasgeier auf dem Baum neben dem Lager verschwunden.

## Hintergrund
Die Dreharbeiten fanden sowohl in den Studios von 20th Century Fox in Los Angeles statt als auch an Originalschauplätzen in Kairo, Nairobi und an der Französischen Riviera. Während Hemingways Kurzgeschichte mit dem Tod von Harry endet, wurde für die Verfilmung ein positives Ende gewählt.
Schnee am Kilimandscharo wurde am 17. September 1952 in New York uraufgeführt. In Deutschland kam der Film am 13. März 1953 in die Kinos.

## Kritiken
„Zügiger Episodenfilm nach der Erzählung von Ernest Hemingway, publikumswirksam inszeniert, doch weit davon entfernt, die Charakterdarstellung und atmosphärische Dichte der Vorlage zu erreichen“, urteilte das Lexikon des internationalen Films. Adolf Heinzlmeier und Berndt Schulz bezeichneten den Film in Lexikon „Filme im Fernsehen“ als „effektvoll fotografierte Variante des Hemingway-Stoffs, die ein Happy-End offenläßt“ und „nicht nur deswegen etwas kraftlos“ sei.
Die katholische Filmkritik sprach von einem „[z]ügig[en] Episodenfilm“, der „bis auf die Hildegard-Knef-Szene bemerkenswert dicht und anregend“ sei und bescheinigte dem Film eine „[s]ymbolisierte positive Aussage“. Dem Evangelischen Filmbeobachter zufolge „entbehrt [der Film] des scharfen Profils der Novelle Hemingways, hinterläßt aber dennoch einen durch noble Darstellung und besonnene Regie vertieften Eindruck“. Das Fazit der Filmzeitschrift Cinema lautete: „Schön fotografiertes, emotionales Starkino.“

## Auszeichnungen
Schnee am Kilimandscharo wurde 1952 mit dem Preis des National Board of Review ausgezeichnet. Bei der Oscarverleihung 1953 war der Film in den Kategorien Bestes Szenenbild und Beste Kamera nominiert. Regisseur Henry King erhielt zudem eine Nominierung für den Directors Guild of America Award.

## Deutsche Fassung
Die deutsche Synchronfassung entstand 1953 in den Ateliers der Ultra Film Synchron in Berlin. Für Dialogbuch und Synchronregie war Alfred Vohrer verantwortlich.
| Rolle                        | Darsteller     | Synchronsprecher   |
| ---------------------------- | -------------- | ------------------ |
| Harry Street                 | Gregory Peck   | Wolfgang Lukschy   |
| Cynthia                      | Ava Gardner    | Edith Schneider    |
| Helen                        | Susan Hayward  | Eleonore Noelle    |
| Gräfin Liz                   | Hildegard Knef | Hildegard Knef     |
| Onkel Bill                   | Leo G. Carroll | Hans Hinrich       |
| Johnson                      | Torin Thatcher | Walter Suessenguth |
| Emile                        | Marcel Dalio   | Anton Reimer       |
| Dr. Simmons                  | Leonard Carey  | Alfred Balthoff    |
| Harry Street als 17-Jähriger | Charles Bates  | Hans Clarin        |
| Erzähler                     |                | Arnold Marquis     |